# Ле (Нідерланди)
Ле (нід. Lhee) — селище в нідерландській провінції Дренте. Входить до муніципалітету Вестервелд.
Його площа становить 29,99 км², а населення станом на 2021 рік складало 385 осіб.
Перша згадка про населений пункт датується 1181 роком.